# Nyáregyháza, Pesta
Nyáregyháza  este un sat în districtul Monor, județul Pesta, Ungaria, având o populație de 3.746 de locuitori (2011). 

## Demografie
Componența etnică a satului Nyáregyháza
     Maghiari (97,04%)
     Necunoscut (0,62%)
     Alții (2,34%)
Componența confesională a satului Nyáregyháza
     Romano-catolici (31,71%)
     Reformați (16,55%)
     Fără religie (12,44%)
     Luterani (6,97%)
     Atei (1,39%)
     Necunoscută (30,46%)
     Greco-catolici (0,48%)
     Alte religii (0,8%)
Conform recensământului din 2011, satul Nyáregyháza avea 3.746 de locuitori. Din punct de vedere etnic, majoritatea locuitorilor (97,04%) erau maghiari. Apartenența etnică nu este cunoscută în cazul a 0,62% din locuitori. Nu există o religie majoritară, locuitorii fiind romano-catolici (31,71%), reformați (16,55%), persoane fără religie (12,44%), luterani (6,97%) și atei (1,39%). Pentru 30,46% din locuitori nu este cunoscută apartenența confesională.